# Isabella Augusta Gregory
Isabella Augusta, Lady Gregory, nascida Isabella Augusta Persse, (Roxborough, 15 de março de 1852—22 de maio de 1932) foi uma dramaturga e folclorista anglo-irlandesa. Com William Butler Yeats e Edward Martyn, co-fundou o Irish Literary Theatre e o Abbey Theatre, e escreveu numerosas obras curtas para as duas empresas. Lady Gregory produziu vários livros de recontagens de histórias retiradas da mitologia irlandesa. Nascida em uma classe que se identificava com o domínio britânico, voltou-se contra. Sua conversão ao nacionalismo cultural, como evidenciado por seus escritos, foi emblemática de muitas das lutas políticas que ocorreram na Irlanda durante sua vida.
Lady Gregory é lembrada principalmente por seu trabalho por trás do Irish Literary Revival. Sua casa em Coole Park, no Condado de Galway, serviu como um importante ponto de encontro para figuras importantes do Renascimento. Seu trabalho inicial como membro do conselho da Abadia foi pelo menos tão importante quanto seus escritos criativos para o desenvolvimento daquele teatro. O lema de Lady Gregory foi retirado de Aristóteles: "Pensar como um homem sábio, mas se expressar como o povo comum".

## Biografia

### Primeiros anos e casamento
Gregory nasceu em Roxborough, no Condado de Galway, e era a filha mais nova da família anglo-irlandesa Persse. Sua mãe, Frances Barry, era parente do visconde Guillamore, e sua casa de família, Roxborough, era uma propriedade de 6.000 acres (24 km²) localizada entre Gort e Loughrea, cuja casa principal foi posteriormente queimada durante a Guerra Civil Irlandesa. Ela foi educada em casa e sua futura carreira foi fortemente influenciada pela enfermeira da família (isto é, babá), Mary Sheridan, católica e nativa da Irlanda, que apresentou a jovem Augusta à história e lendas da região.
Ela se casou com Sir William Henry Gregory, um viúvo com uma propriedade em Coole Park, perto de Gort, em 4 de março de 1880 na Igreja de St. Matthias, Dublin. Sir William, 35 anos mais velho, acabara de se aposentar como governador do Ceilão (hoje Sri Lanka), tendo anteriormente servido vários mandatos como membro do parlamento pelo condado de Galway. Ele era um homem bem-educado, com muitos interesses literários e artísticos, e a casa em Coole Park abrigava uma grande biblioteca e uma extensa coleção de arte, que Lady Gregory estava ansiosa para explorar. Ele também tinha uma casa em Londres, onde o casal passava um tempo considerável, realizando salões semanais frequentados por muitas figuras literárias e artísticas da época, incluindo Robert Browning, Lord Tennyson, John Everett Millais e Henry James. Seu único filho, Robert Gregory, nasceu em 1881. Ele foi morto durante a Primeira Guerra Mundial enquanto servia como piloto, um evento que inspirou os poemas de WB Yeats "Um aviador irlandês prevê sua morte", "Em memória do major Robert Gregory" e "Pastor e Pastor de Cabras".

## Legado
Suas peças caíram em desuso após sua morte e agora raramente são realizadas. Muitos dos diários e revistas que manteve durante a maior parte de sua vida adulta foram publicados, fornecendo uma rica fonte de informações sobre a história literária irlandesa durante as primeiras três décadas do século XX.
Sua Cuchulain of Muirthemne ainda é considerada uma boa releitura dos contos do Ciclo Ulster, como Deidre, Cuchulainn e Táin Bó Cúailnge. Thomas Kinsella escreveu "Eu emergi com a convicção de que 'Cuchulian of Muirthemne' de Lady Gregory, embora apenas uma paráfrase, desse a melhor ideia das histórias de Ulster". No entanto, sua versão omitiu alguns elementos do conto, geralmente assumidos para evitar ofender as sensibilidades vitorianas, além de ser uma tentativa de apresentar um mito de nação 'respeitável' para os irlandeses, embora sua paráfrase não seja considerada desonesta. Outros críticos consideram os expurgo em seus trabalhos mais ofensivos, não apenas a remoção de referências ao sexo e às funções corporais, mas também a perda do "frenesi de batalha" de Cuchulain (Ríastrad). Em outras áreas, ela censurou menos do que alguns de seus contemporâneos do sexo masculino, como Standish O'Grady.

## Obras

### Peças selecionadas
- Twenty Five (1903)
- Spreading the News (1904)
- Kincora: A Play in Three Acts (1905)
- The White Cockade: A Comedy in Three Acts (1905)
- Hyacinth Halvey (1906)
- The Doctor in Spite of Himself (1906)
- The Canavans (1906)
- The Rising of the Moon (1907)
- Dervorgilla (1907)
- The Workhouse Ward (1908)
- The Rogueries of Scapin (1908)
- The Miser (1909)
- Seven Short Plays (1909)
- The Image: A Play in Three Acts (1910)
- The Deliverer (1911)
- Damer’s Gold (1912)
- Irish Folk History Plays (Primeira série: 1912; Segunda série: 1912)
- McDonough’s Wife (1913)
- The Image and Other Plays (1922)
- The Dragon: A Play in Three Acts (1920)
- The Would-Be Gentleman (1923)
- An Old Woman Remembers (1923)
- The Story Brought by Brigit: A Passion Play in Three Acts (1924)
- Sancha’s Master (1927)
- Dave (1927)

### Prosa e tradução
- Arabi and His Household (1882)
- Over the River (1887)
- A Phantom’s Pilgrimage, or Home Ruin (1893)
- ed., Sir William Gregory, KCMG: An Autobiography (1894)
- ed., Mr Gregory’s Letter-Box 1813–30 (1898)
- ed., Ideals in Ireland: A Collection of Essays written by AE and Others (1901)
- Cuchulain of Muirthemne: The Story of the Men of the Red Branch of Ulster arranged and put into English by Lady Gregory (1902)
- Ulster (1902)
- Poets and Dreamers: Studies and Translations from the Irish (1903)
- Gods and Fighting Men (1904)
- A Book of Saints and Wonders, put down here by Lady Gregory, according to the Old Writings and the Memory of the People of Ireland (1906)
- The Kiltartan History Book (1909)
- A Book of Saints and Wonders (1906)
- Our Irish Theatre: A Chapter of Autobiography (1913)
- Kiltartan Poetry Book, Translations from the Irish (1919)
- Visions and Beliefs in the West of Ireland (1920)
- Hugh Lane’s Life and Achievement, with some account of the Dublin Galleries (1921)
- Case for the Return of Sir Hugh Lane’s Pictures to Dublin (1926)
- Seventy Years (1974).

### Diários
- Lennox Robinson, ed., Lady Gregory’s Journals 1916–30 (1946)
- Daniel Murphy, ed., Lady Gregory’s Journals Vol. 1 (1978); Lady Gregory’s Journals, Vol. II (1987)
- James Pethica, ed., Lady Gregory’s Diaries 1892–1902 (1995),